# ممثل الأمين العام للأمم المتحدة في لبنان
ممثل الأمين العام للأم المتحدة في لبنان هو منصب سياسي ينظم صاحبه أعمال الأمم المتحدة ولبنان، وينسّق علاقتها مع الأطراف السياسية والدبلوماسية في الدولة. ويعيّنه الأمين العام للأم المتحدة. يقع مقرّه في قرية يزرة القريبة من بيروت. يشغل المنصب حاليًا يان كوبيتش منذ 2019.

## وصلات خارجية
- الموقع الرسمي لمكتب ممثل الأمين العام للأمم المتحدة في لبنان